# Territori Lliure de Trieste
El Territori Lliure de Trieste (en italià Territorio libero di Trieste, en eslovè Svobodno tržaško ozemlje, en croat Slobodni teritorij Trsta) va ser una ciutat estat situada a l'Europa central, entre el nord d'Itàlia i el territori que ocupava l'antiga Iugoslàvia.
El Territori Lliure de Trieste abastava la ciutat portuària de Trieste, una estreta franja costanera al nord-oest (Zona A) i una petita porció de la península d'Ístria (Zona B). Va ser establert el 1947 per a acomodar una població amb barreja ètnica i cultural en un país neutral. La intenció era també eliminar les demandes territorials, a causa de la importància estratègica de la ciutat per al comerç amb Europa central. El control de l'estat va passar a ser efectuat pels seus dos veïns el 1954 i dissolt oficialment el 1977.

## Context geogràfic
El Territori Lliure de Trieste abastava una àrea de 738 km² al voltant de la badia de Trieste, des de Duino al nord fins a Novigrad al sud i tenia aproximadament 330.000 habitants. Limitava al nord amb Itàlia i al sud i a l'est amb Iugoslàvia. Els rius que travessaven l'estat eren el Risano, el Dragogna, el Timavo, el Rosandra i el Quiet. El punt més alt del territori era el Monte Castellaro, de 724 metres d'altura. Els punts extrems del seu territori eren Medeazza al nord, amb 45° 48′ de latitud, Porto Quiet al sud, amb 45° 18′ de latitud, la Punta Salvore a l'oest, amb 13° 29′ de longitud i Grozzana di Peso a l'est, amb 13° 55′ de longitud.

## Història
Durant segles Trieste va ser part d'Àustria i posteriorment de l'Imperi Austríac (des del 1867 passaria a ser part de l'Imperi Austrohongarès) tot i que la seva població era sobretot de llengua italiana. Segons el cens austríac de 1910 els 230.000 habitants pertanyien als següents grups lingüístics:
- 51,8% italià.
- 29% eslovè.
- 2% croat.
- 1,2% altres (alemany, serbi i grec modern).
- 16% eren estrangers de fora de l'imperi (dels quals un 75% eren d'Itàlia).

El 1921 (després de la Primera Guerra Mundial) Itàlia es va annexionar formalment Trieste, Ístria i part del que actualment és la part occidental d'Eslovènia. El 1924 Itàlia es va annexionar l'Estat Lliure de Fiume, el que actualment és la ciutat croata de Rijeka.
Les zones rurals estaven poblades per eslovens al nord i per croats al sud-est. La majoria dels habitants de Trieste, Rijeka i les poblacions d'Istria eren italians. Durant els anys 1920 i 1930 la població eslava va ser objecte d'una italianització i va ser discriminada sota el règim feixista de Mussolini. Aquesta població també va patir episodis de violència, incloent-hi l'incendi del Club Nacional Eslovè (Narodni dom) el 13 de juliol de 1920.
Molts eslovens i croats van emigrar a Iugoslàvia, mentre que alguns van crear l'organització de resistència Trst, Istra, Gorica, Reka (Trieste, Ístria, Gorizia i Rijeka), coneguda com a TIGR, amb mètodes que varen incloure més de 100 accions armades a Trieste i els voltants durant els anys 1920 i 1930.
Durant la Segona Guerra Mundial, Itàlia va formar part de les Potències de l'Eix. Quan el règim feixista es va esfondrar el 1943 i Itàlia va capitular, Eslovènia i Croàcia (que anaven de camí a ser part de Iugoslàvia) es van annexionar formalment el territori, però aquest va ser ocupat per l'Exèrcit alemany. L'4º Exèrcit iugoslau juntament amb el IX cos eslovè va capturar Trieste l'1 de maig de 1945. La 2a Divisió de l'Exèrcit Britànic, formada per neozelandesos, va arribar l'endemà i l'Exèrcit alemany es va lliurar a les tropes neozelandeses. Els soldats iugoslaus van marxar el 12 de juny de 1945, complint així un acord entre Iugoslàvia i els Aliats arribat al 12 de maig.

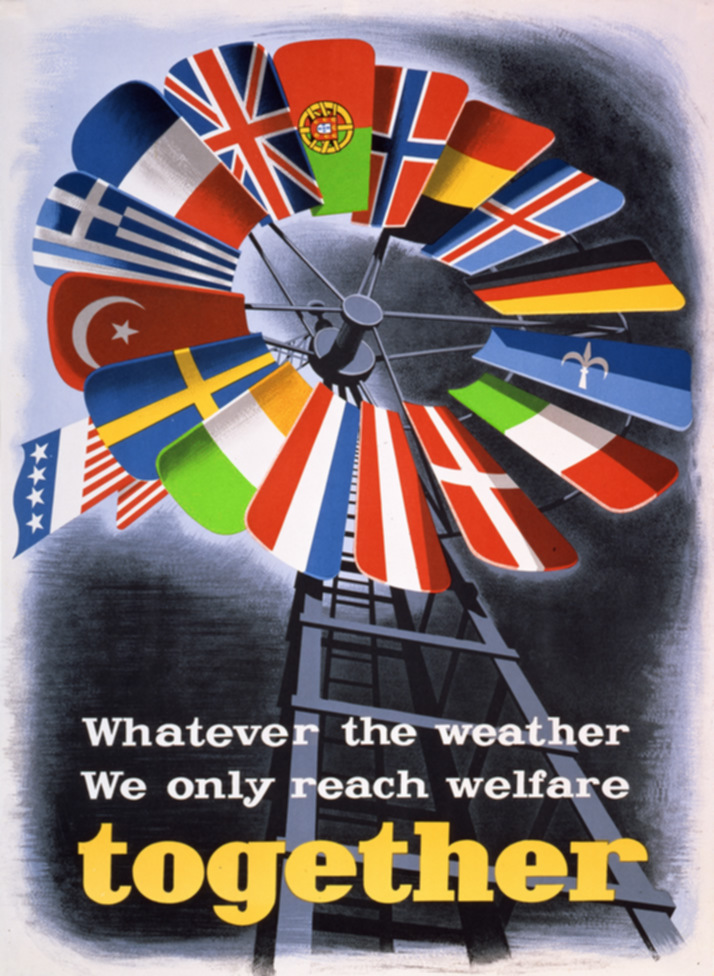
Cartell del Pla Marshall mostrant banderes de països d'Europa occidental, incloent la del Territori Lliure de Trieste, que erròniament és blau en lloc de vermell.

El 10 de febrer de 1947 es va signar un tractat de pau amb Itàlia, establint el Territori Lliure de Trieste. El territori, no obstant això, va ser dividit en dues zones. La Zona A, de 222,5 km² d'extensió i amb 262.406 habitants, incloïa Trieste i era administrada per les forces britàniques i nord-americans. La Zona B, de 515,5 km² d'extensió i 71.000 habitants, incloïa el nord-oest d'Istria i era administrada per l'Exèrcit Nacional Iugoslau. El territori mai va funcionar com un veritable estat independent. No obstant això, la seva condició formal va ser respectada i va editar les seves pròpies monedes i segells de correus.
El Govern Militar Aliat de la Zona A estava protegit per dos contingents de militars aliats, 5.000 nord-americans de les TRUST (TRieste United States Troops) i 5.000 britànics de les BETFOR (British Element Trieste FORce), cadascun d'ells incloent diversos batallons d'infanteria complets amb unitats auxiliars independents.
Segons les estimacions publicades pel govern Militar Aliat (considerat no fiable per Iugoslàvia), el 1949, a la Zona A hi havia prop de 310.000 habitants, incloent-hi 239.200 italians i 63.000 eslovens. No obstant això, segons el cens iugoslau de 1945 (considerat no fiable pels Aliats), a la part d'Ístria que es va convertir en la Zona B hi havia 67.461 habitants, incloent-hi 30.789 eslaus, 29.672 italians i 7.000 persones de nacionalitat no identificada. Per contra, segons les fonts italianes contemporànies, a la zona B hi havia entre 36.000 i 55.000 italians i entre 12.000 i 17.000 eslaus.
El 1954 es va signar a Londres un Memoràndum d'acord. Aquest va proporcionar a Itàlia l'administració civil provisional de la Zona A (incloent a Trieste) i a Iugoslàvia de la Zona B. El 1975 es va signar a Osimo el Tractat d'Osimo, dividint definitivament el Territori Lliure de Trieste entre Itàlia i Iugoslàvia. La Zona A correspon a l'actual província italiana de Trieste i la Zona B està dividida entre el litoral eslovè i la regió croata d'Ístria.

## Conseqüències demogràfiques
A finals dels anys 1940 i en els anys que seguiren a la divisió del territori, més de 40.000 persones, la majoria d'elles italianes, van triar abandonar la Zona B sota administració iugoslava i traslladar-se a la Zona A, sota administració italiana, per diferents motius. Alguns van ser intimidats perquè en marxessin i d'altres simplement no desitjaven viure a Iugoslàvia. Les persones que van abandonar la zona van ser anomenades optanti que vindria a significar "els que van triar", per part de Iugoslàvia, mentre que ells es referien a si mateixos com a esuli o "exiliats". Prop de 14.000 italians van decidir quedar-se en la zona iugoslava que forma part d'Eslovènia i Croàcia.